# Ulica Sądowa w Katowicach

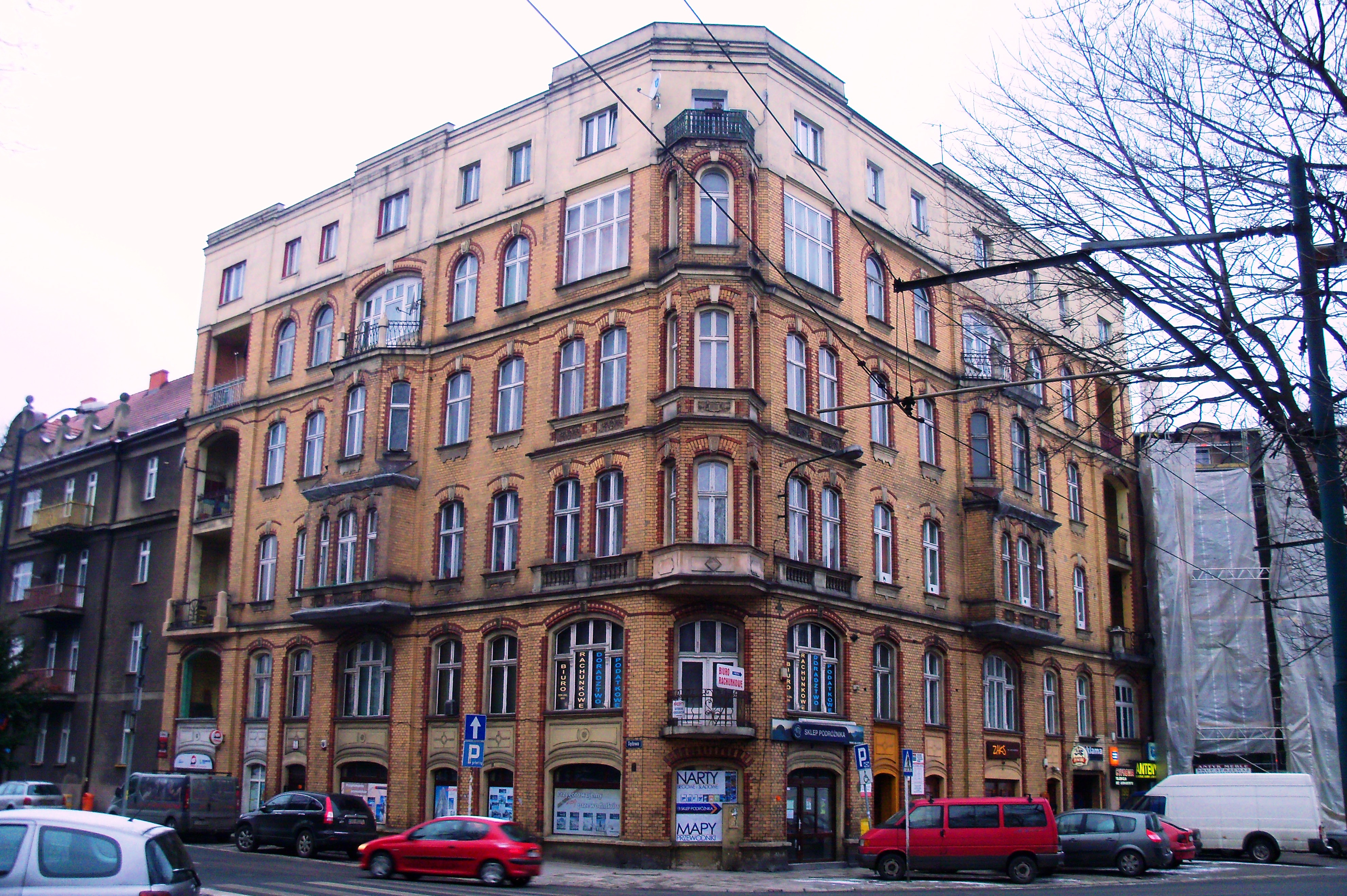
Kamienica narożna przy ul. Sądowej 2 i pl. Wolności 9

Ulica Sądowa w Katowicach – jedna z ulic w katowickiej dzielnicy Śródmieście. Rozpoczyna swój bieg przy placu Wolności. Następnie krzyżuje się z ulicą Marii Goeppert-Mayer (część tzw. „obwodnicy śródmiejskiej”). Kończy swój bieg przy skrzyżowaniu z ul. Mikołowską, ul. Jana Matejki i ul. Juliusza Słowackiego.
Przy ulicy Sądowej znajdują się następujące historyczne obiekty:
- zabytkowy budynek narożny (ul. Sądowa 2-2a, pl. Wolności 9) wzniesiony w 1901 według projektu Ludwika Goldsteina w stylu eklektyzmu; w latach 1929–1932 przebudowany przez firmę budowlaną Brunona Iwańskiego[3]; obiekt został wpisany do rejestru zabytków 11 sierpnia 1992 (nr rej.: A/1489/92[4], obecnie A/1224/23[5])[6];
- gmach Sądu Rejonowego przy placu Wolności 10
- kamienica mieszkalna (ul. Sądowa 4)[7];
- budynek nastawni kolejowej Kt7[8] (naprzeciw budynku pod numerem 4, w obrębie torowiska PKP), wzniesiony na początku XX wieku w stylu historyzmu ceglanego prostego[7];
- warsztaty kolejowe (naprzeciw budynku pod numerem 7, w obrębie torowiska PKP), wzniesione na początku XX wieku w stylu historyzmu ceglanego prostego[7].

Ulica ma długość 330 m i powierzchnię 2536 m². W jej rejonie występuje jedna z najwyższych intensywności zabudowy w mieście (średnio 2,5) i jest to część strefy dominacji przestrzeni publicznej o znaczeniu metropolitalnym i wielkomiejskim. Z badań, przeprowadzonych w 2007 na zlecenie Urzędu Miasta Katowice wynika, że w rejonie ul. Sądowej natężenie ruchu w godzinie szczytu popołudniowego wynosi 1453 pojazdy.
W rejonie ulicy Sądowej jest planowana budowa dworca autobusowego wraz z naziemnym trzypoziomowym parkingiem.
Przy ulicy Sądowej swoją siedzibę mają: przedsiębiorstwa handlowo-usługowe, biuro turystyczne, oddział spółki „Telekomunikacja Kolejowa”, Centrum Międzynarodowej Komunikacji Autobusowej, Związek Kombatantów Rzeczypospolitej Polskiej i Byłych Więźniów Politycznych – Zarząd Okręgowy. Ulicą kursują linie autobusowe Zarządu Transportu Metropolitalnego (ZTM).
W okresie Rzeszy Niemieckiej (do 1922) ulica nosiła nazwę Werderstraße. Taka też nazwa obowiązywała w okresie niemieckiej okupacji Polski w latach 1939–1945.

## Galeria

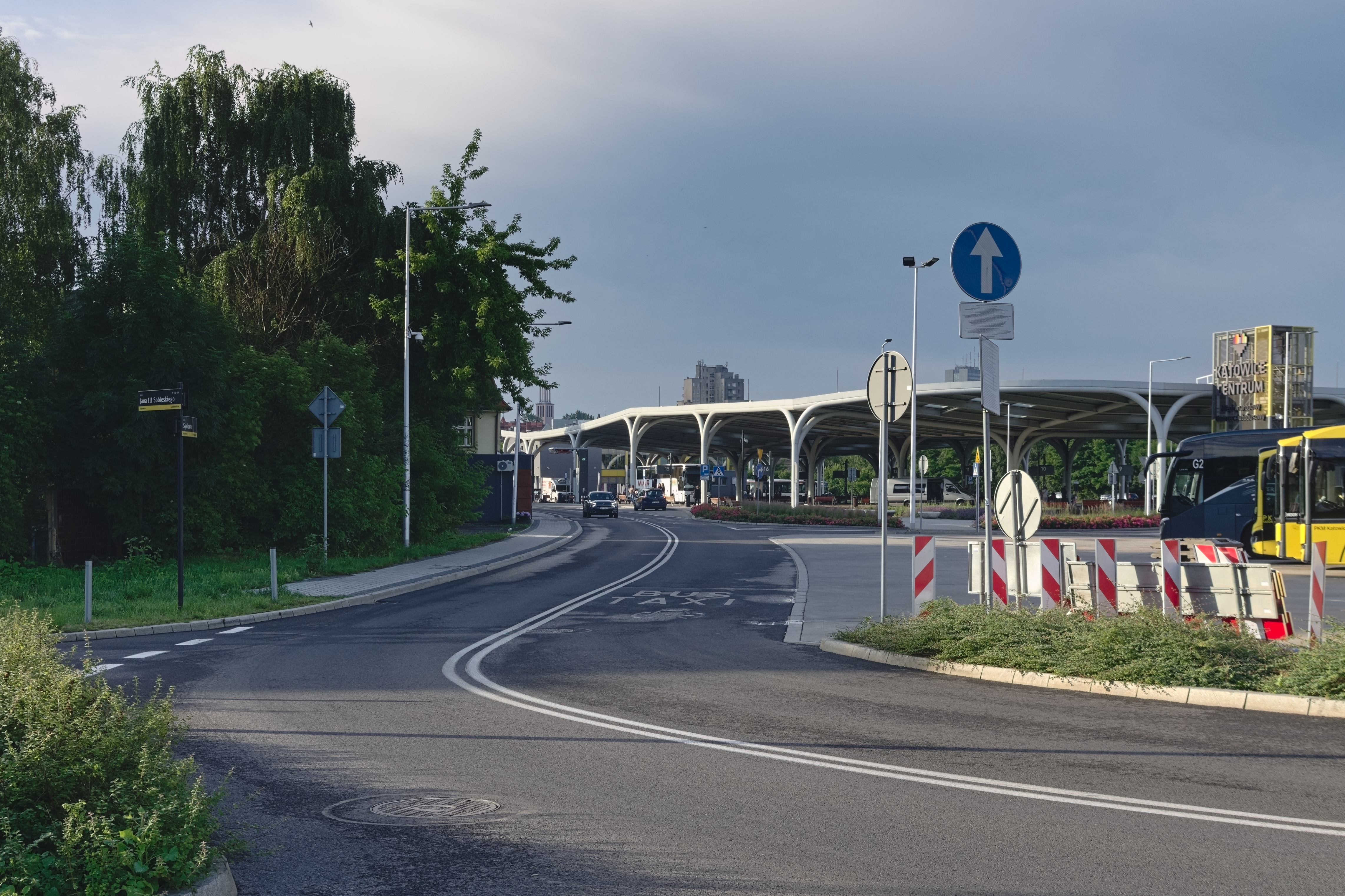
Skrzyżowanie z ul. Jana III Sobieskiego (2024)
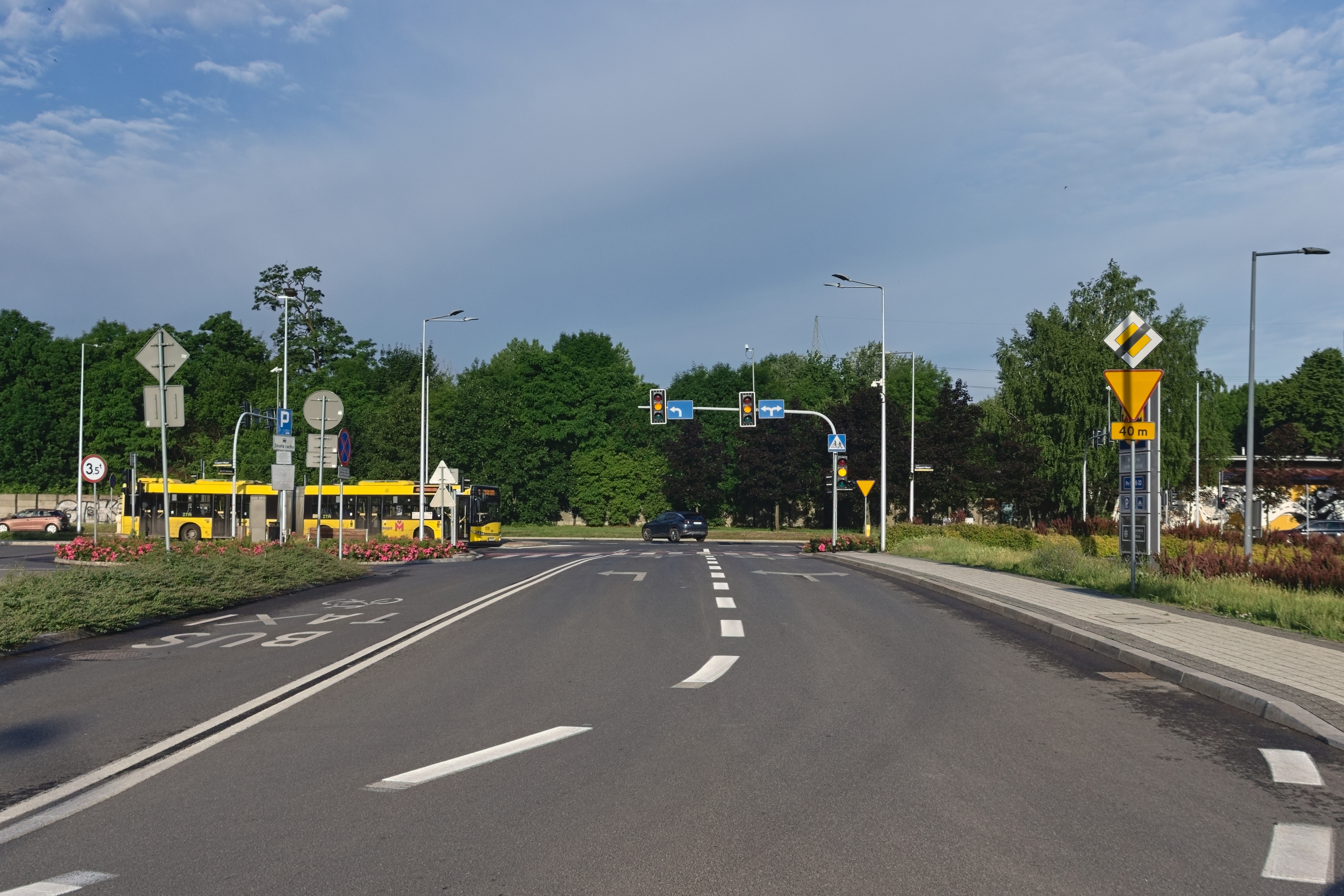
Skrzyżowanie z ul. Marii Goeppert-Mayer (2024)
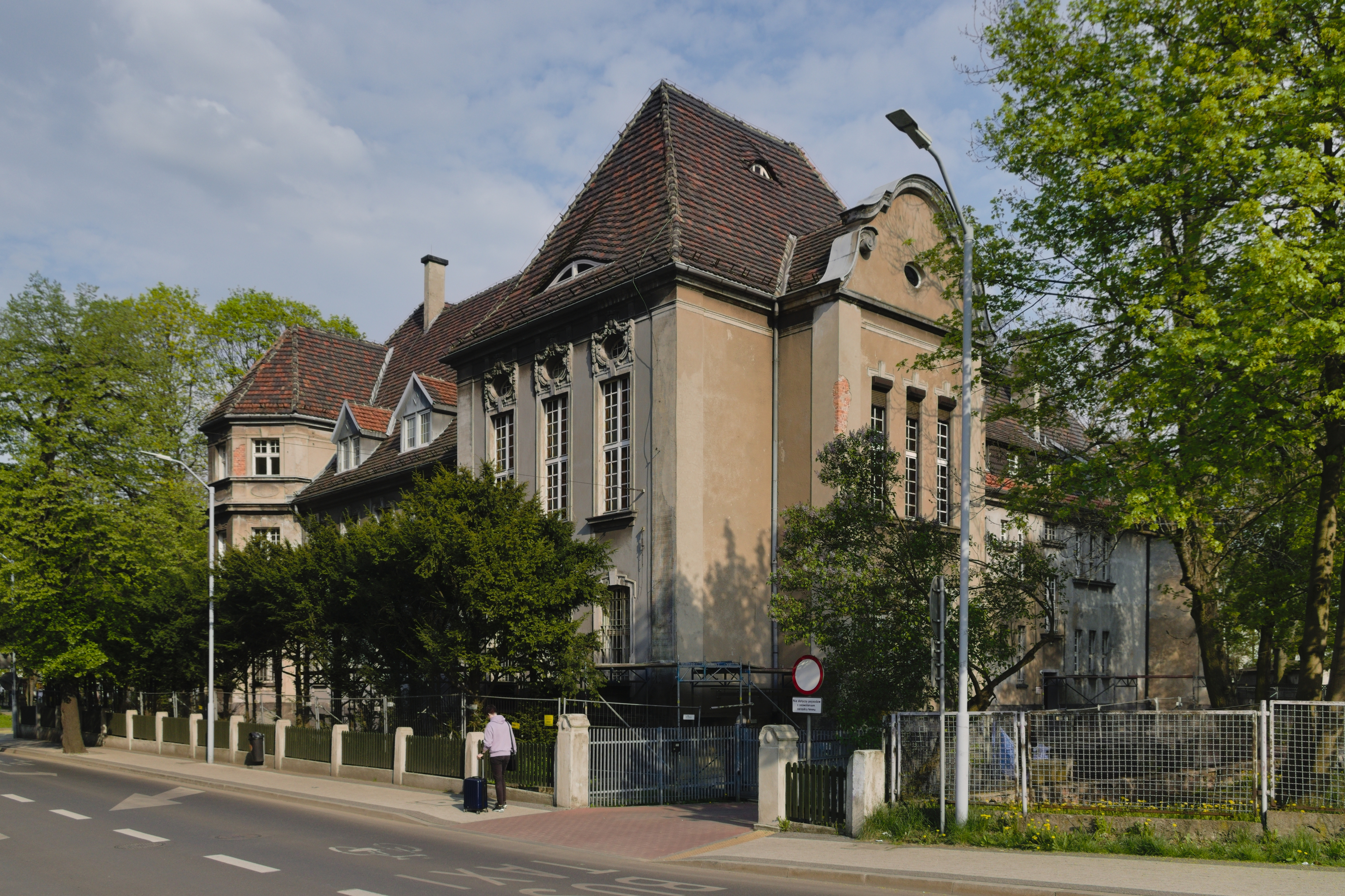
Gmach sądu (2022)
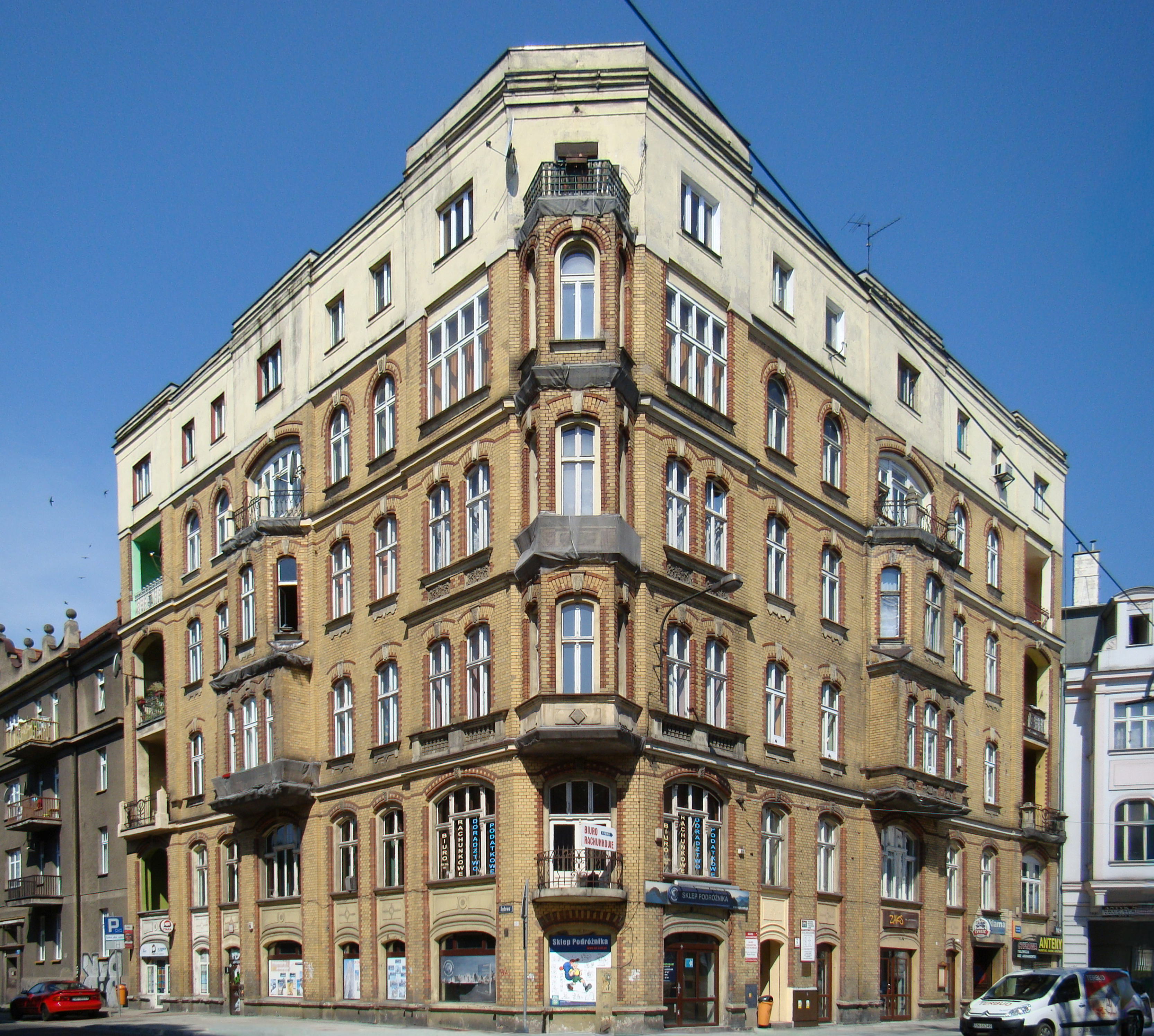
Budynek przy pl. Wolności 9 (2014)
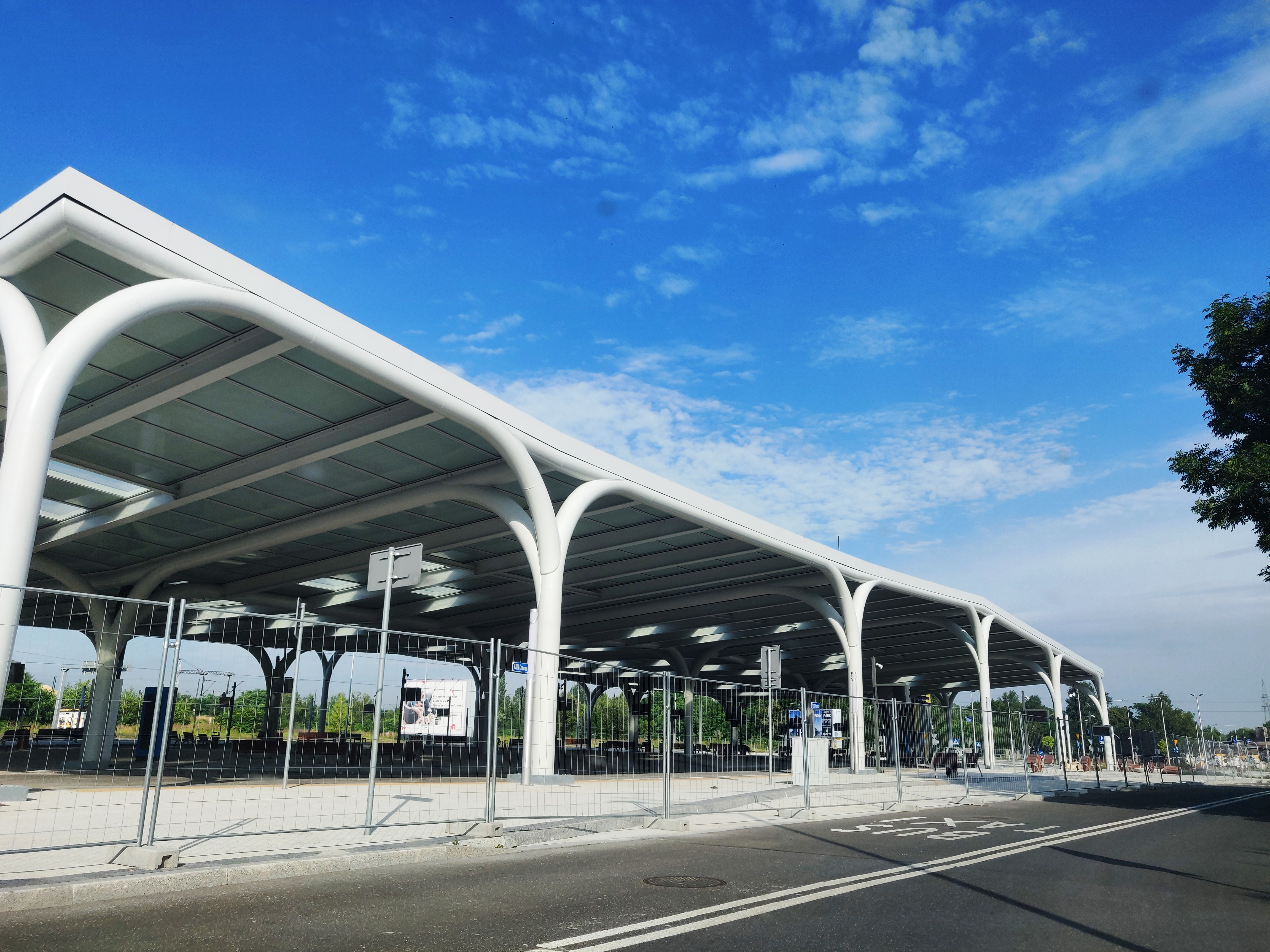
Centrum przesiadkowe (2020)
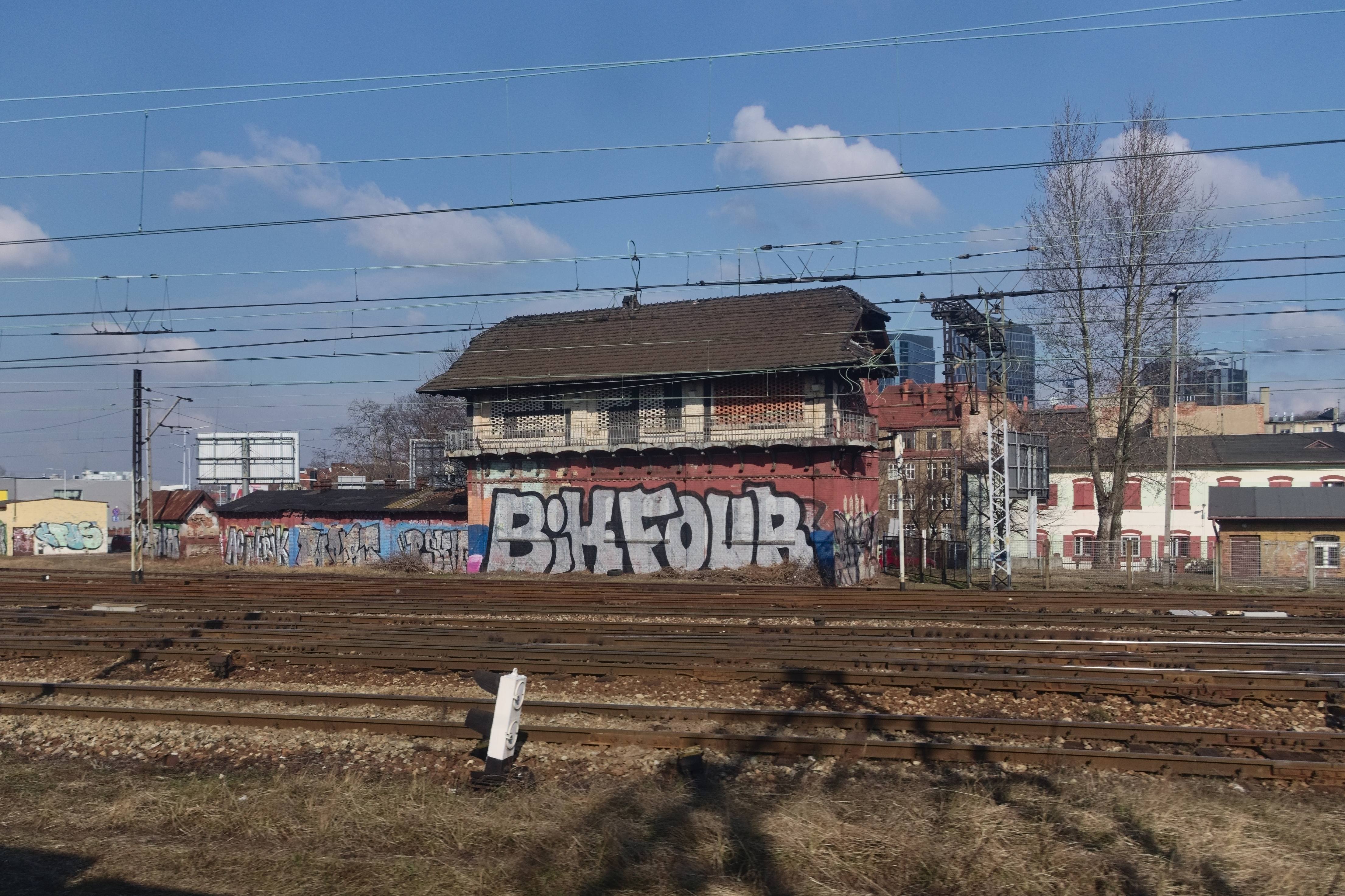
Nastawnia Kt7 (2022)